# Седрік (судно)
RMS Cedric (укр. Седрік) — британський океанічний лайнер класу «Великої Четвірки», що перебував у власності компанії «White Star Line», якою і експлуатувався. Ходив під прапором Великої Британії із портом приписки в Ліверпулі. Другий із «Великої Четвірки».

## Історія судна
Судно спроектоване та закладене на верфі «Harland and Wolff» у Белфасті, нині Північна Ірландія. Спуск на воду відбувся 21 серпня 1902 року. 31 січня 1903 року судно здано в експлуатацію та передано на службу флоту компанії-замовника. 11 лютого того ж року здійснило перший рейс з Ліверпуля до Нью-Йорка. Протягом кар'єри експлуатувався переважно як трансатлантичний лайнер між портами Британії та США. 
Протягом Першої світової війни використовувався у якості транспортного судна у Середземномор'ї. Після повернення до складу флоту «White Star Line» був модернізований, в результаті чого двигуни переобладнані на живлення рідким паливом.
Після Першої світової війни «Седрік» продовжив здійснювати комерційні перевезення у Середземному морі. 5 вересня 1931 судно здійснило свій останній рейс до шотландського Інверкітінга, де було знято з експлуатації. У 1932 році списане на металобрухт.